# Dom Quixote
Dom Quixote de la Mancha (Don Quijote de la Mancha em castelhano) é um livro escrito pelo espanhol Miguel de Cervantes  (1547-1616). O título e ortografia originais eram El ingenioso hidalgo Don Quixote de La Mancha, com sua primeira edição publicada em Madrid, em 16 de janeiro de 1605. É composto por 126 capítulos, divididos em duas partes: a primeira surgida em 1605 e a outra em 1615. A coroa espanhola patrocinou uma edição revisada em quatro volumes a cargo de Joaquín Ibarra. Iniciada em 1777 concluiu-se em 1780 com tiragem inicial de 1 600 exemplares.
O livro surgiu em um período de grande inovação e diversidade por parte dos escritores ficcionistas espanhóis. Parodiou romances de cavalaria que gozaram de imensa popularidade no período e, na altura, já se encontravam em declínio. Nesta obra, a paródia apresenta uma forma invulgar. O protagonista, já de certa idade, entrega-se à leitura desses romances, perde o juízo, acredita que tenham sido historicamente verdadeiros e decide tornar-se um cavaleiro andante. Por isso, parte pelo mundo e vive o seu próprio romance de cavalaria. Enquanto narra os feitos do Cavaleiro da Triste Figura, Cervantes satiriza os preceitos que regiam as histórias fantasiosas daqueles heróis. A história é apresentada sob a forma de novela realista.
É considerada a grande criação de Cervantes. O livro é um dos primeiros das línguas europeias modernas e é considerado por muitos o expoente máximo da literatura espanhola. Em princípios de maio de 2002, o livro foi escolhido como a melhor obra de ficção de todos os tempos. A votação foi organizada pelo Clubes do Livro Noruegueses e participaram escritores de reconhecimento internacional.

## Enredo

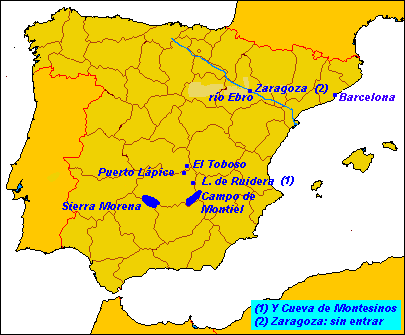
Rota percorrida por D. Quixote

O protagonista da obra é Dom Quixote, um pequeno fidalgo castelhano que perdeu a razão por muita leitura de romances de cavalaria e pretende imitar seus heróis preferidos. O romance narra as suas aventuras em companhia de Sancho Pança, seu fiel amigo e companheiro, que tem uma visão mais realista. A ação gira em torno das três incursões da dupla por terras da Mancha, de Aragão e da Catalunha. Nessas incursões, ele se envolve em uma série de aventuras, mas suas fantasias são sempre desmentidas pela dura realidade. O efeito é altamente humorístico. O encanto da obra nasce do descompasso entre o idealismo do protagonista e a realidade na qual ele atua. Cem anos antes, Quixote teria sido um herói a mais nas crônicas ou romances de cavalaria, mas ele havia se enganado de século. Sua loucura residia no anacronismo. Isso permitiu ao autor fazer uma sátira de sua época, usando a figura de um cavaleiro medieval em plena Idade Moderna para retratar uma Espanha que, após um século de glórias, começava a duvidar de si mesma.

## Análise

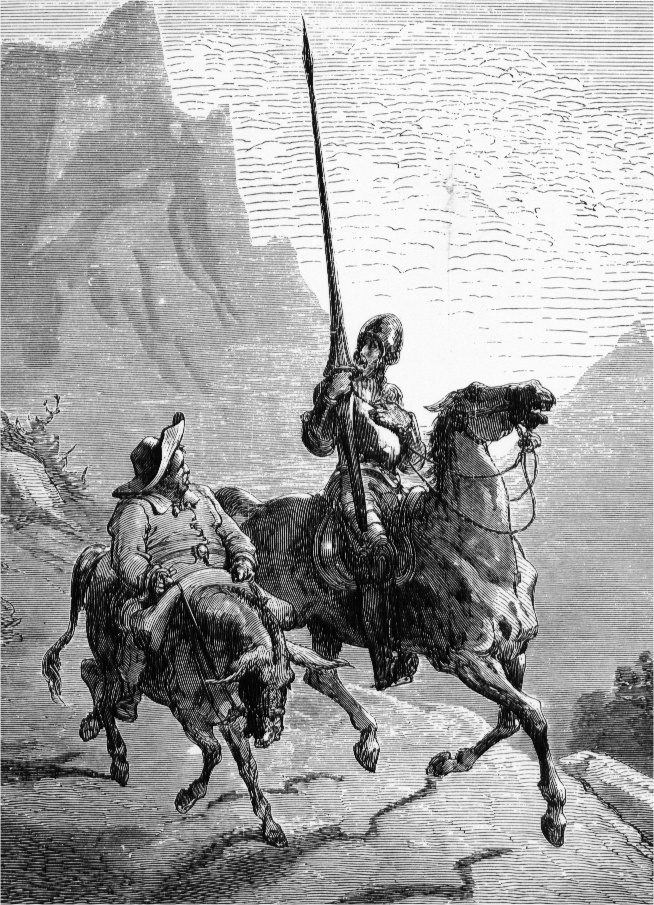
D. Quixote e Sancho Pança (ilustração de Gustave Doré)

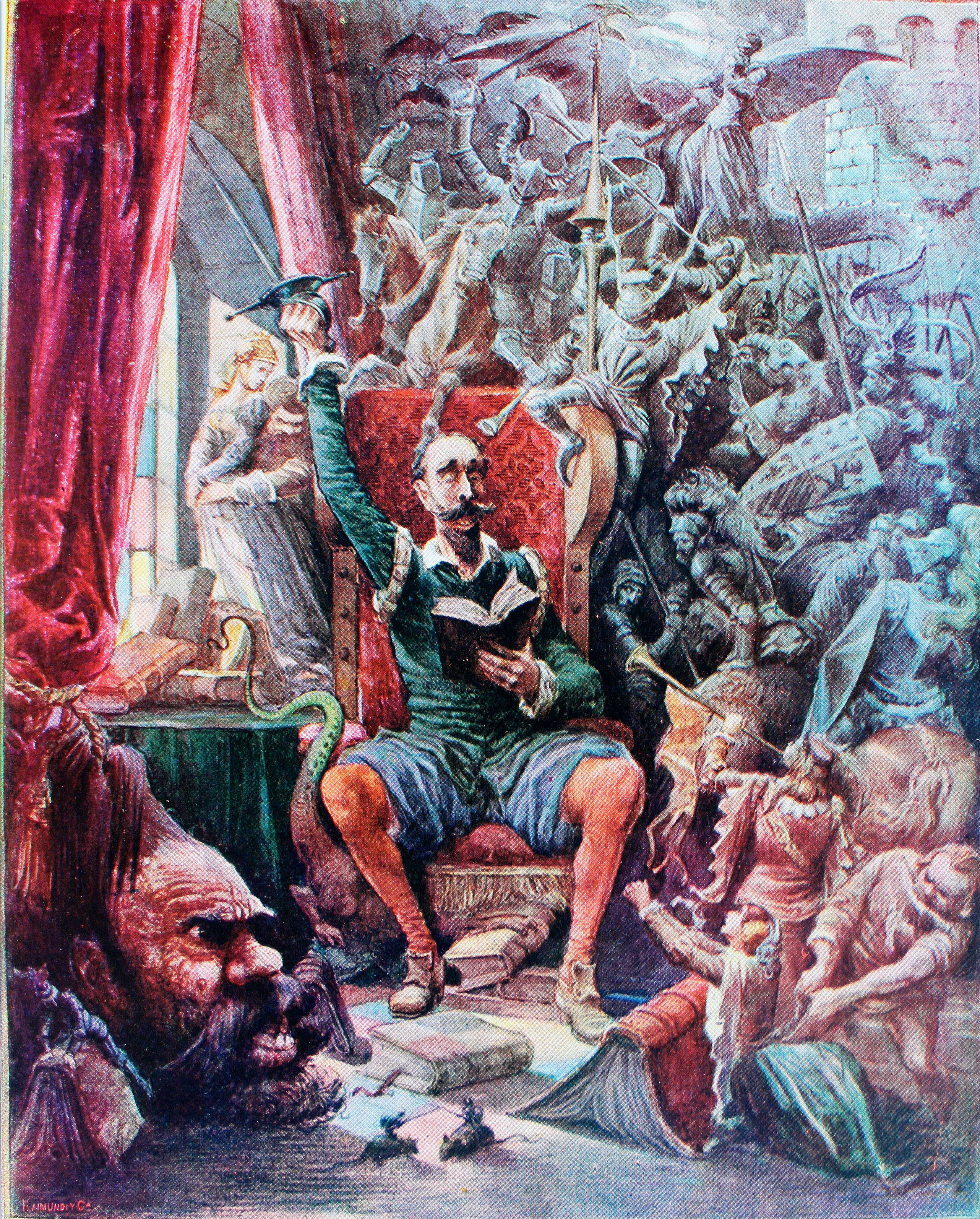
O protagonista a ler livros de cavalaria ensimesmado pelo início do romance. Luis Tasso, (1894?)

O livro é estruturado em duas partes, a primeira maneirista, enquanto a segunda é mais barroca. Enquanto a primeira parte da obra deixa a impressão de liberdade máxima, a segunda parte produz a sensação constante de nos encontrarmos encerrados em limites estreitos. Essa sensação é sentida mais intensamente quando confrontada com a primeira parte. Se anteriormente, a ironia era, sobretudo, uma expressão amarga da impossibilidade de dar realidade a um ideal, com a segunda parte nasce muito mais da confrontação das formas da imaginação com as da realidade. Cervantes dá a sua própria definição da obra: "orden desordenada (...) de manera que el arte, imitando à la Naturaleza, parece que allí la vence". O processo adotado por Cervantes - a paródia - permite dar relevo aos contrastes, através da deformação grotesca, pela deslocação do patético para o burlesco, fazendo com que o burlesco apague momentaneamente a emoção, estabelecendo um entrelaçado espontâneo de picaresco, de burlesco e de emoção. O conflito surge do confronto entre o passado e o presente, o ideal e o real e o ideal e o social.
Dom Quixote e Sancho Pança representam valores distintos, embora sejam participantes do mesmo mundo. É importante compreender a visão irônica que o romancista tem do mundo moderno, o fundo de alegria que está por detrás da visão melancólica e a busca do absoluto. São mundos completamente diferentes. Sancho Pança,o fiel escudeiro de Dom Quixote, é definido por Cervantes como "Homem de bem, mas de pouco sal na moleirinha". É o representante do bom senso e é para o mundo real aquilo que Dom Quixote é para o mundo ideal. Por fim, a história também é apresentada sob a forma de novela realista: ao regressar a seu povoado, Dom Quixote percebe que não é um herói, mas que não há heróis.

## Interpretações e influências

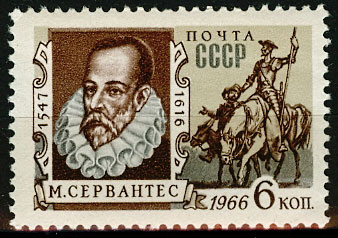
Homenagem filatélica pelo correio soviético em 1966.

As figuras de D. Quixote, de Sancho Pança e do cavalo de Dom Quixote, Rocinante, rapidamente conquistaram a imaginação popular. No entanto, os críticos contemporâneos da obra não a levaram tão a sério como as gerações posteriores. No século XVII, por exemplo, considerou-se que o romance continha em si pouco mais que o tom de bom humor e de diversão, com Dom Quixote e Sancho Pança a encarnarem respectivamente o grotesco e o pícaro. O século XVIII foi pródigo em elogios a D. Quixote, não só na Espanha e em Portugal, como também por parte de grandes românticos do centro da Europa.
Na história do romance moderno, o papel de Dom Quixote é reconhecido como seminal. A evidência disso pode ser vista em Daniel Defoe, em Henry Fielding, em Tobias Smollett e Laurence Sterne e, também, em personagens criadas por alguns romancistas clássicos do século XIX, como é o caso de Walter Scott, de Charles Dickens, de Gustave Flaubert, de Benito Pérez Galdós, de Herman Melville e de Fiódor Dostoiévski. O mesmo acontece no caso de alguns autores pós-realistas do século XX, como James Joyce e Jorge Luis Borges. Dom Quixote provou ser uma notável fonte de inspiração para os criadores em outros campos artísticos. Desde o século XVII que se têm realizado peças de teatro, óperas, composições musicais e bailados baseados no Dom Quixote. No século XX, o cinema, a televisão e os cartoons inspiraram-se igualmente nesta obra. Dom Quixote inspirou ainda artistas como William Hogarth, Francisco Goya, Honoré Daumier, Gustave Doré, Vasco Prado, Pablo Picasso e Candido Portinari.

## Lutando contra moinhos de vento
No capítulo VIII do livro há um episódio emblemático em que Dom Quixote, ao chegar a uma planície, confunde cerca de trinta moinhos de vento com gigantes, decidindo enfrentá-los sozinho.
Sancho, seu escudeiro, ainda tenta alertá-lo da ilusão, mas Quixote insiste e parte para o ataque a um dos moinhos, sendo derrubado juntamente com seu cavalo Rocinante por uma das pás.
Em seguida, Sancho vai ao socorro do seu mestre e o questiona sobre como pôde cometer tamanho engano. Quixote responde, insistindo na ilusão, que aquilo era obra do mago Friston, que tinha transformado os gigantes em moinho para impedir sua glória.
Esse episódio é a origem da expressão "lutar contra moinhos de vento", no sentido de atacar inimigos imaginários ou de realizar esforços em vão.

## Leilão
Em dezembro de 2022, dois volumes de Dom Quixote foram vendidos a um comprador anónimo por 504 mil euros, em um leilão organizado pela Sotheby's, em Paris. Os exemplares são uma terceira edição do Livro I de "O engenhoso fidalgo Dom Quixote de la Mancha" impressa em 1608, e uma primeira edição do Livro II, de 1615. Estes volumes são considerados "únicos" pois foram encadernados juntos no século XVIII para um colecionador inglês.